# Spathiphyllum humboldtii
Espèce
Classification APG III (2009)
Synonymes
- Spathiphyllum candolleanum Schott
- Spathiphyllum glaziovii Engl.
- Spathiphyllum grandifolium Engl.
- Spathiphyllum huberi Engl.
- Spathiphyllum liesneri Croat[1]

Spathiphyllum humboldtii est une espèce de plantes à fleurs de la famille des Araceae. C'est une plante herbacée néotropicale.
Elle est connue en Guyane sous les noms génériques de Pulupululi ãtã, Pulupululi sili, Tayau kɨ'~ɨy (Wayãpi), Wakaakig kamwi (Palikur). Ces noms désignent aussi d'autres Araceae de sous-bois (ex : Dieffenbachia spp.).

## Description
Spathiphyllum humboldtii est une plante herbacée terrestre formant de grosses touffes.
Les tiges ont un diamètre de 2-2,5 cm avec des entrenœuds courts.
Les feuilles ont le pétiole géniculé à l'apex, long de (34,5)53-88 cm (plus long que le limbe), avec une gaine décidue courant sur moins de la moitié de sa longueur (environ 18,5-30 cm).
Le limbe, de forme elliptique à ovale-elliptique, à base cunéiforme aiguë à obtuse, acuminé à l'apex, mesure (25)33-49 x (7,5)9-26 cm.
Au séchage, il devient marron à gris-brun sur le dessus, et vert olive au vert jaunâtre en dessous.
Les nervures latérales primaires sont nombreuses et rapprochées. 
L'inflorescence érigée, plus longue que les feuilles, est portée par un pédoncule cylindrique, long de 60 à 70(109) cm, rétréci dans sa partie apicale sur 1 à 2,5 cm.
Le spathe vert, largement elliptique à étroitement ovale, dressé, libre, légèrement décurrente à sa base, longuement cuspidé à l'apex, plus long que le spadice, mesure environ 10 cm de long pour (2,5)3,5-6 cm de large. 
Le spadice vert pâle à blanchâtre, stipité sur 1 à 2,5 cm, cylindrique, long de (5)7-10(16) cm pour 1 cm de diamètre
Le périanthe est composé 4–6(7) tépales, séparés au moins à l'apex, et longs d'environ 1,6 mm. 
Le pistil 1,5 à 2 fois plus long que le périanthe comporte un style ± oblong dont le contour et brièvement rétréci en un stigmate en forme de brosse 
L'ovaire long d'environ 3 mm, de forme oblongue, à 3 ou 4 loges, chacune contenant environ 1 ovule,,.

## Répartition
Spathiphyllum humboldtii est présent au Venezuela (bassin du Río Casiquiare), au Suriname, en Guyane, en Amazonie péruvienne, et au nord du Brésil.

## Écologie
Spathiphyllum humboldtii est une plante herbacée commune ou occasionnelle des bas-fonds humides de la forêt ancienne, au bord des cours d'eau forestiers et les forêts inondables autour de 100-200 m d'altitude.
Elle fleurit en Guyane en novembre, décembre, février, avril, et fructifierait en décembre-avril.
La biologie de la pollinisation de Spathiphyllum humboldtii a été étudiée ,,.

## Utilisations
La sève irritante de Spathiphyllum humboldtii et d'autres Araceae du sous-bois (ex : Dieffenbachia elegans) est connue pour brûler fortement la peau chez les Wayãpi et les Palikur, blessures soignées en frottant sur la plaie de la cendre (ou éventuellement du sable).
D'autres espèces de ce genre sont utilisées à diverses fins médicinales dans plusieurs pays d'Amérique latine.

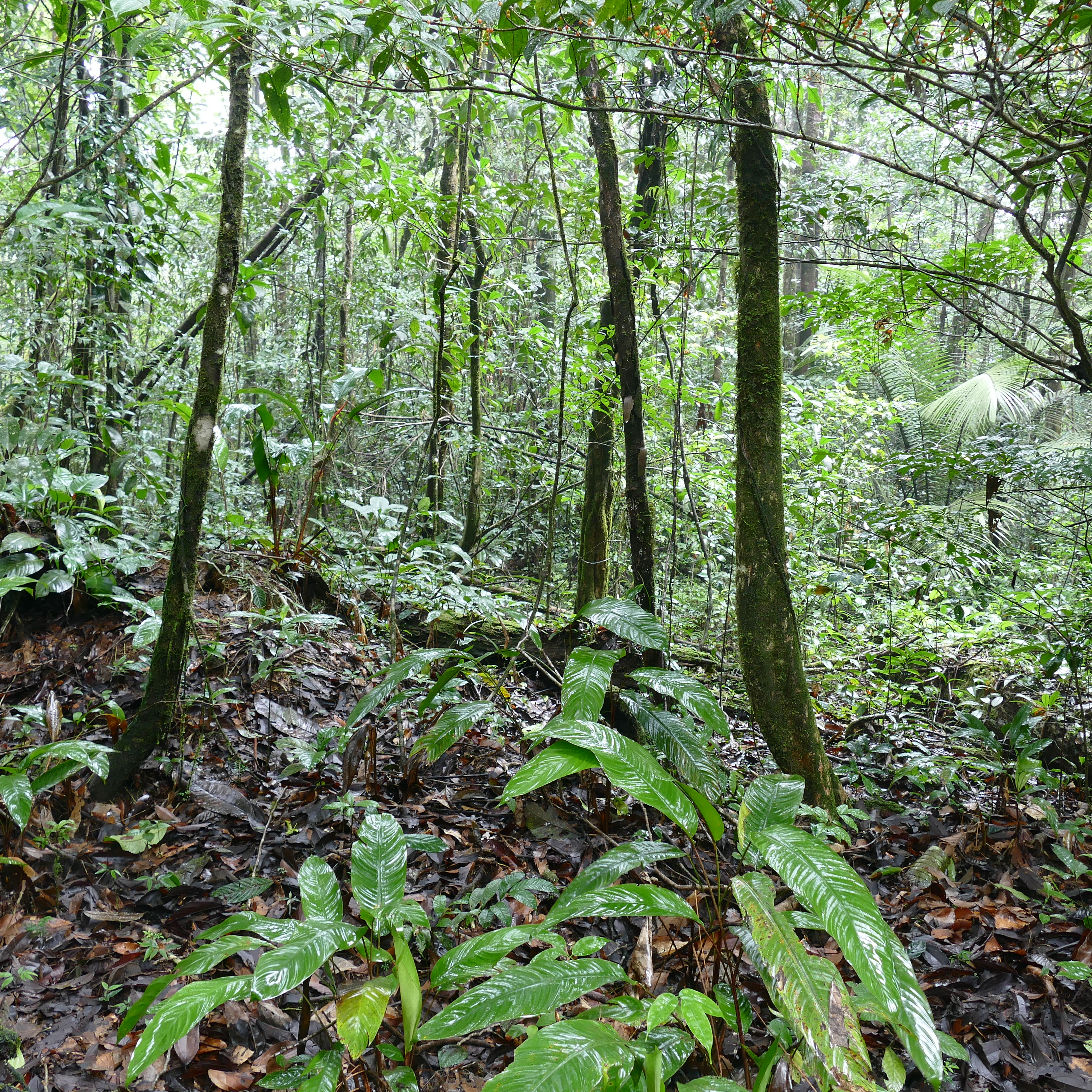
Population de Spathiphyllum humboldtii dans le sous-bois forestier d'une forêt secondaire en Montagne de Kaw (sentier des coq-de-roches, D6 Route de Kaw, Roura, Guyane)
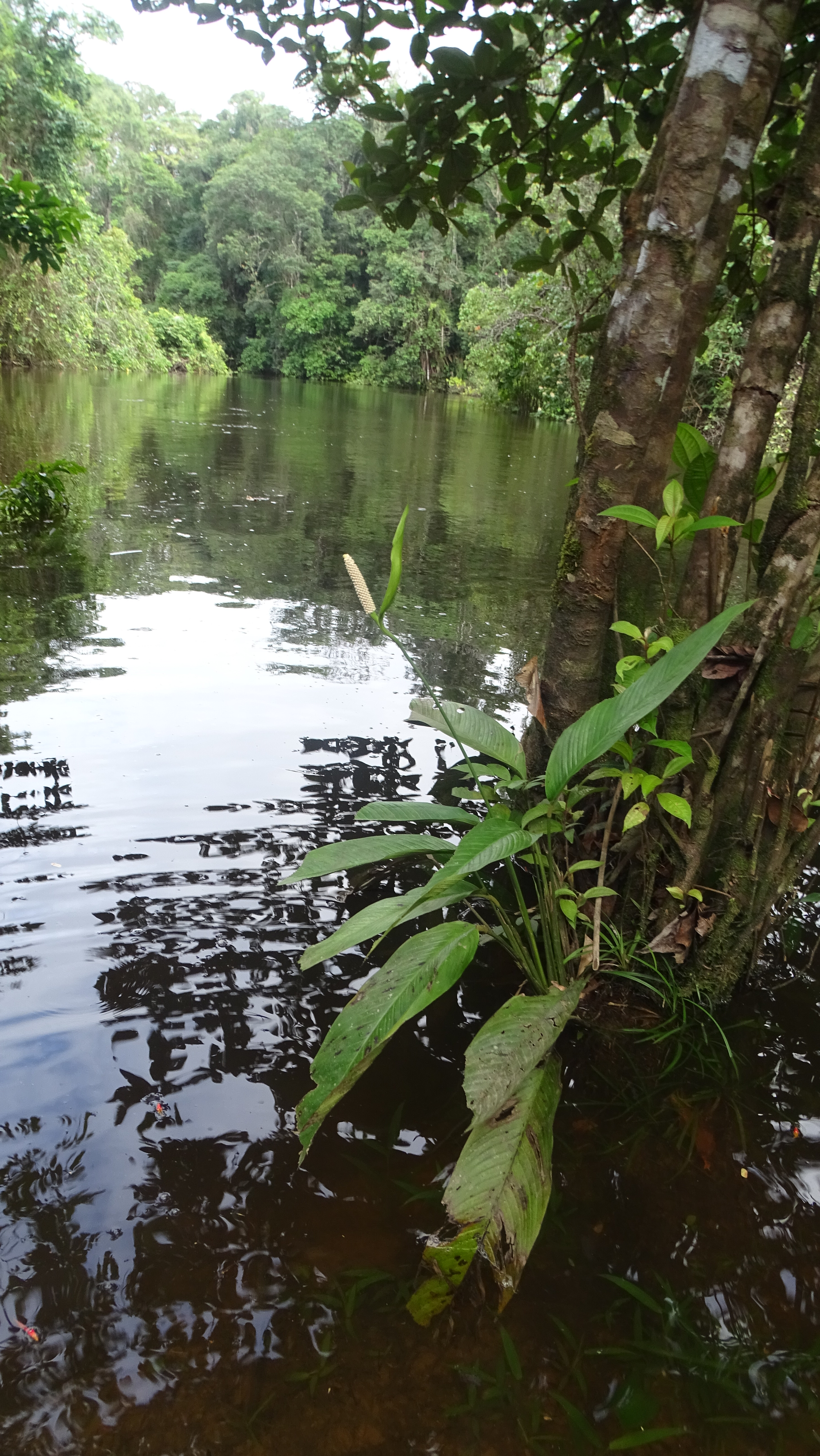
Pied de Spathiphyllum humboldtii au bord de la Mataroni (Régina, Guyane)
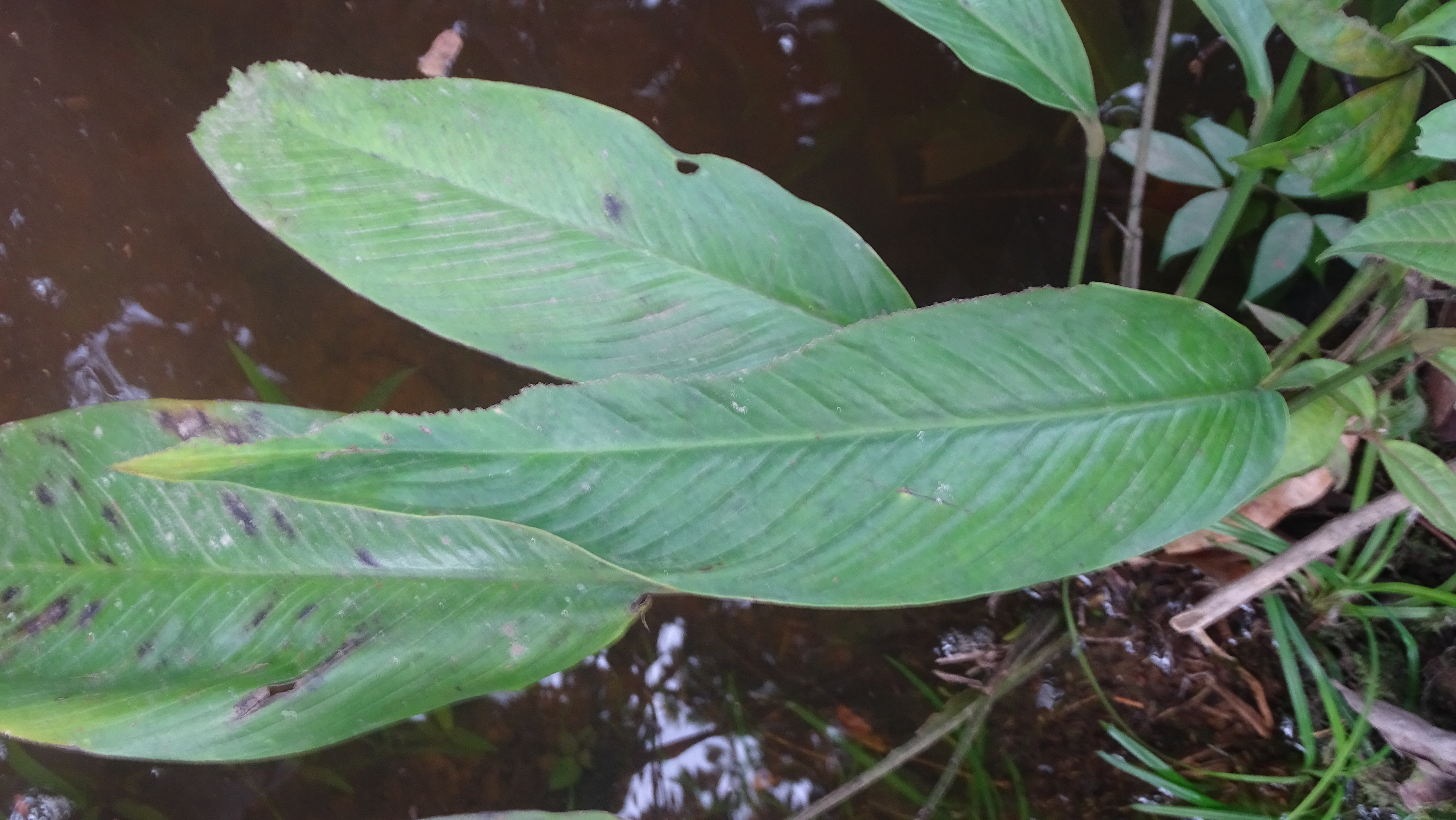
Feuilles de Spathiphyllum humboldtii (prédatées par les poissons)
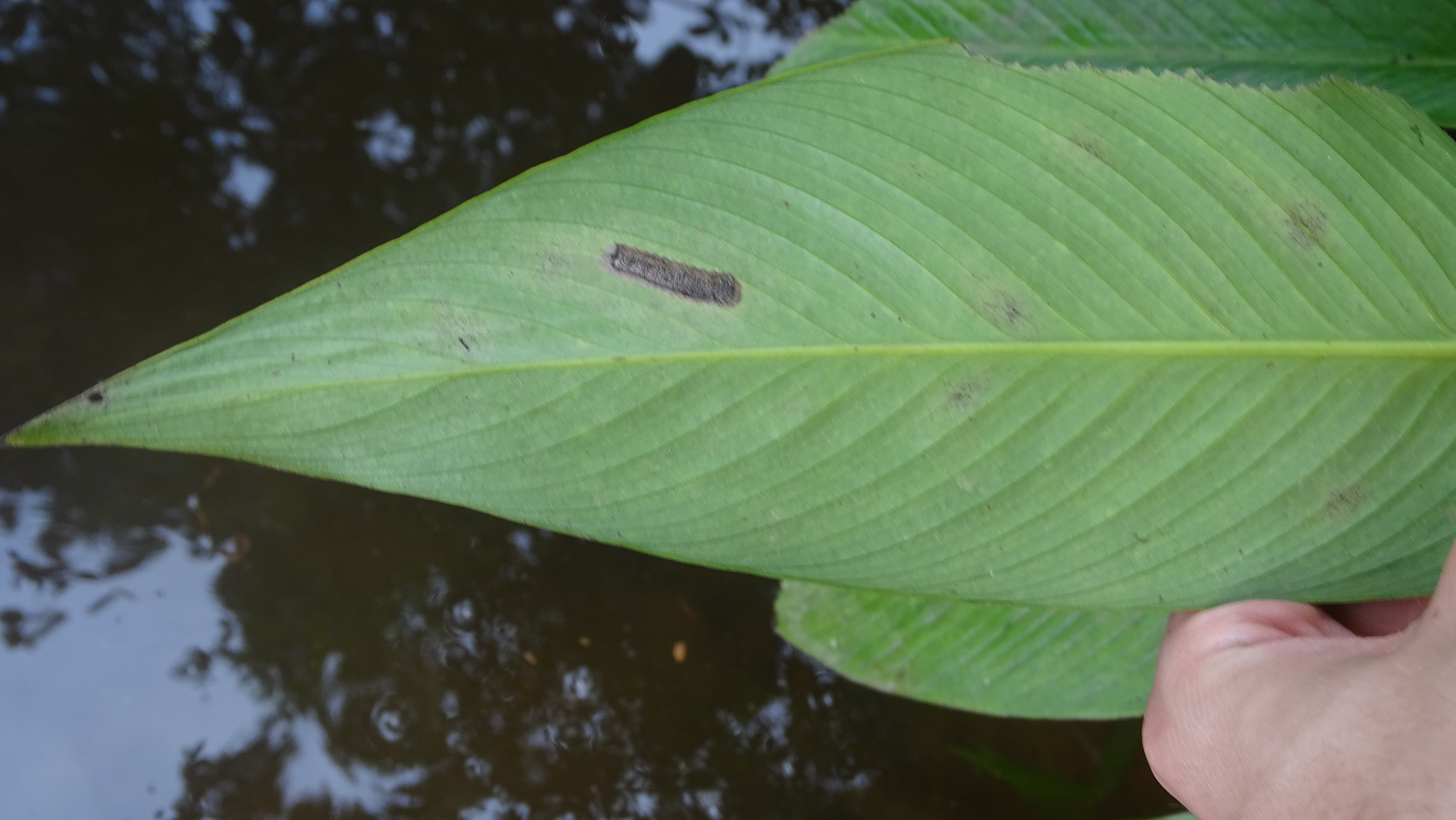
Feuilles de Spathiphyllum humboldtii (prédatées par les poissons)
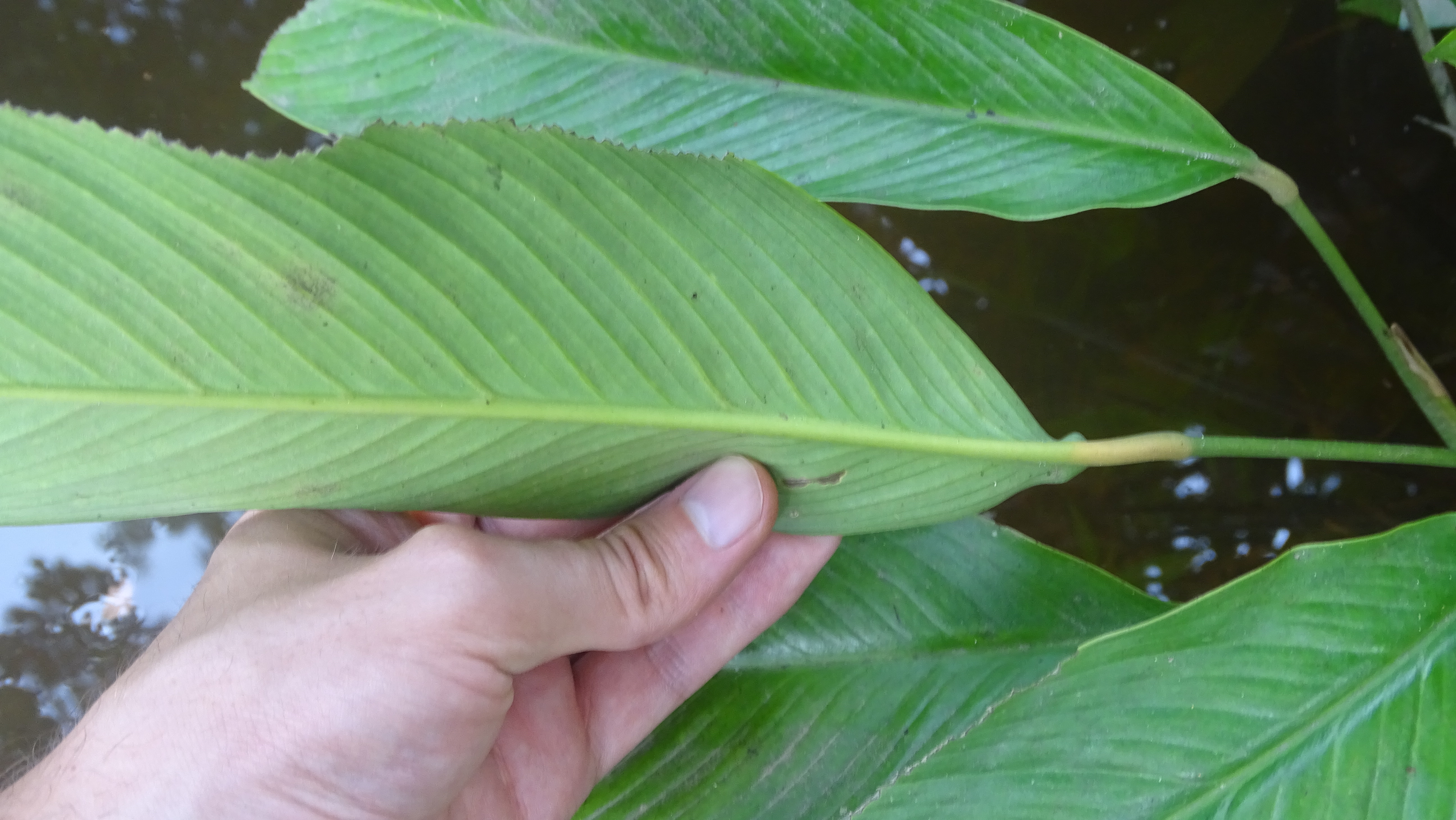
Feuilles de Spathiphyllum humboldtii (prédatées par les poissons)
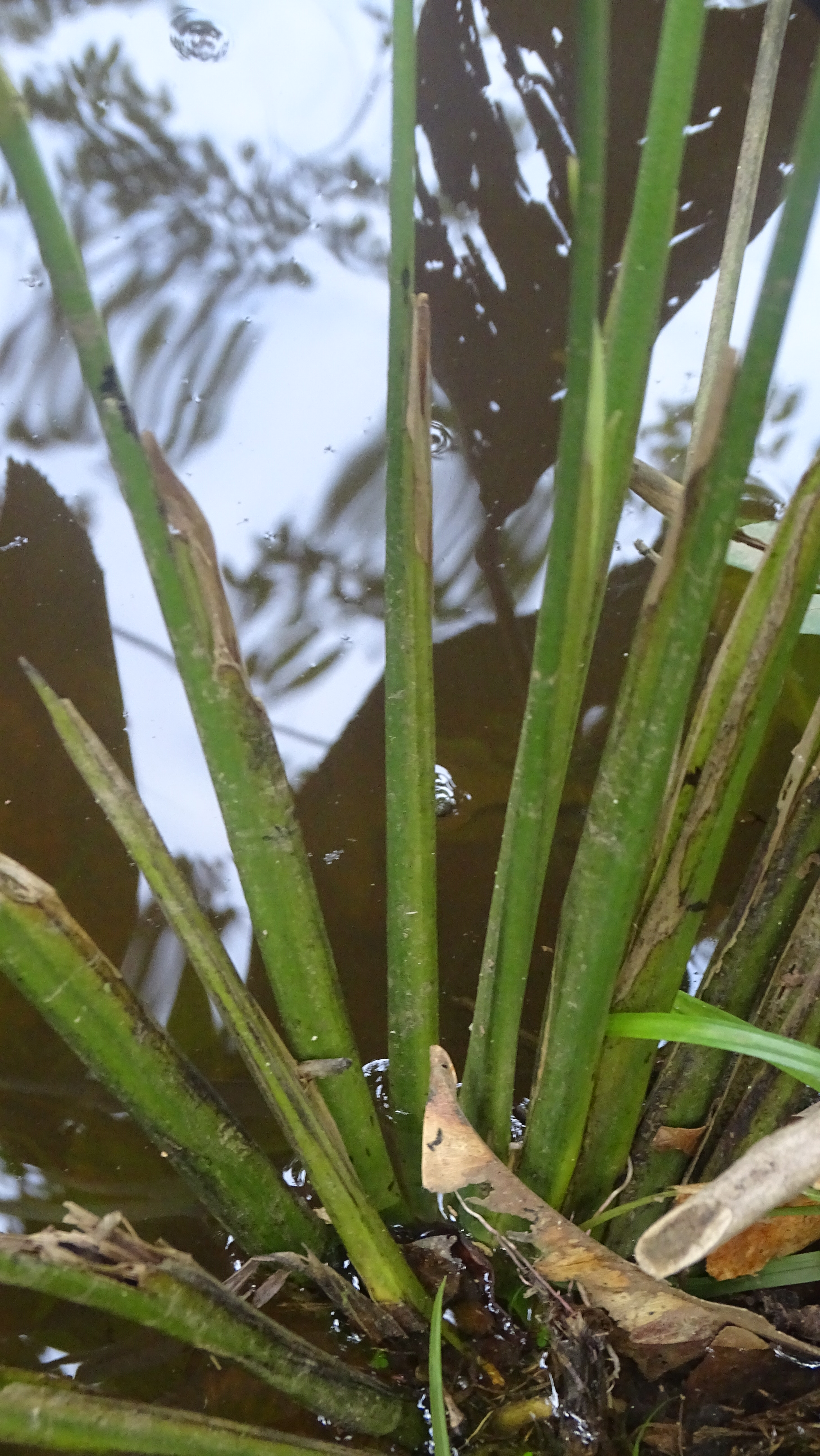
Base des pétioles de Spathiphyllum humboldtii
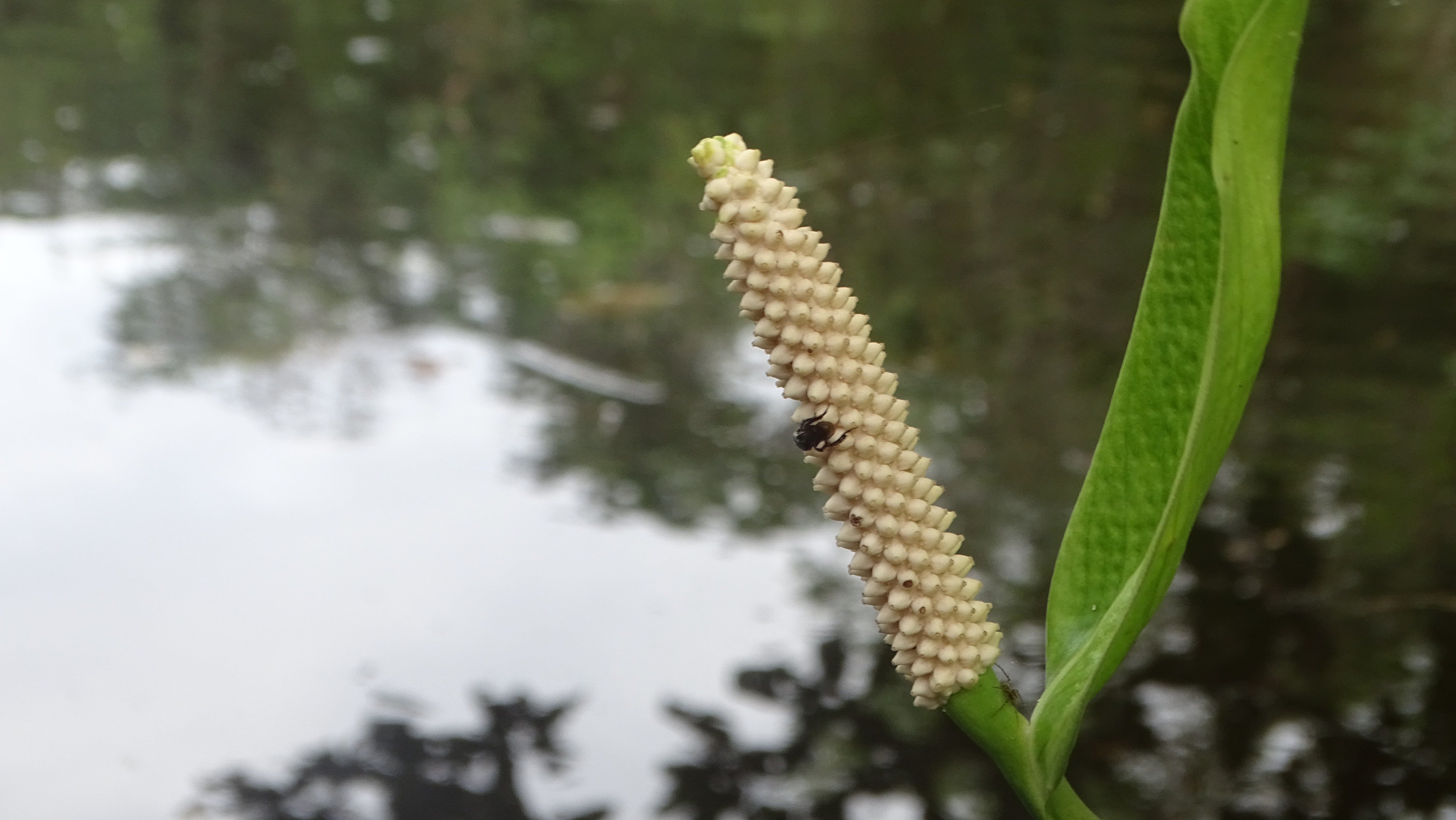
Inflorescence de Spathiphyllum humboldtii
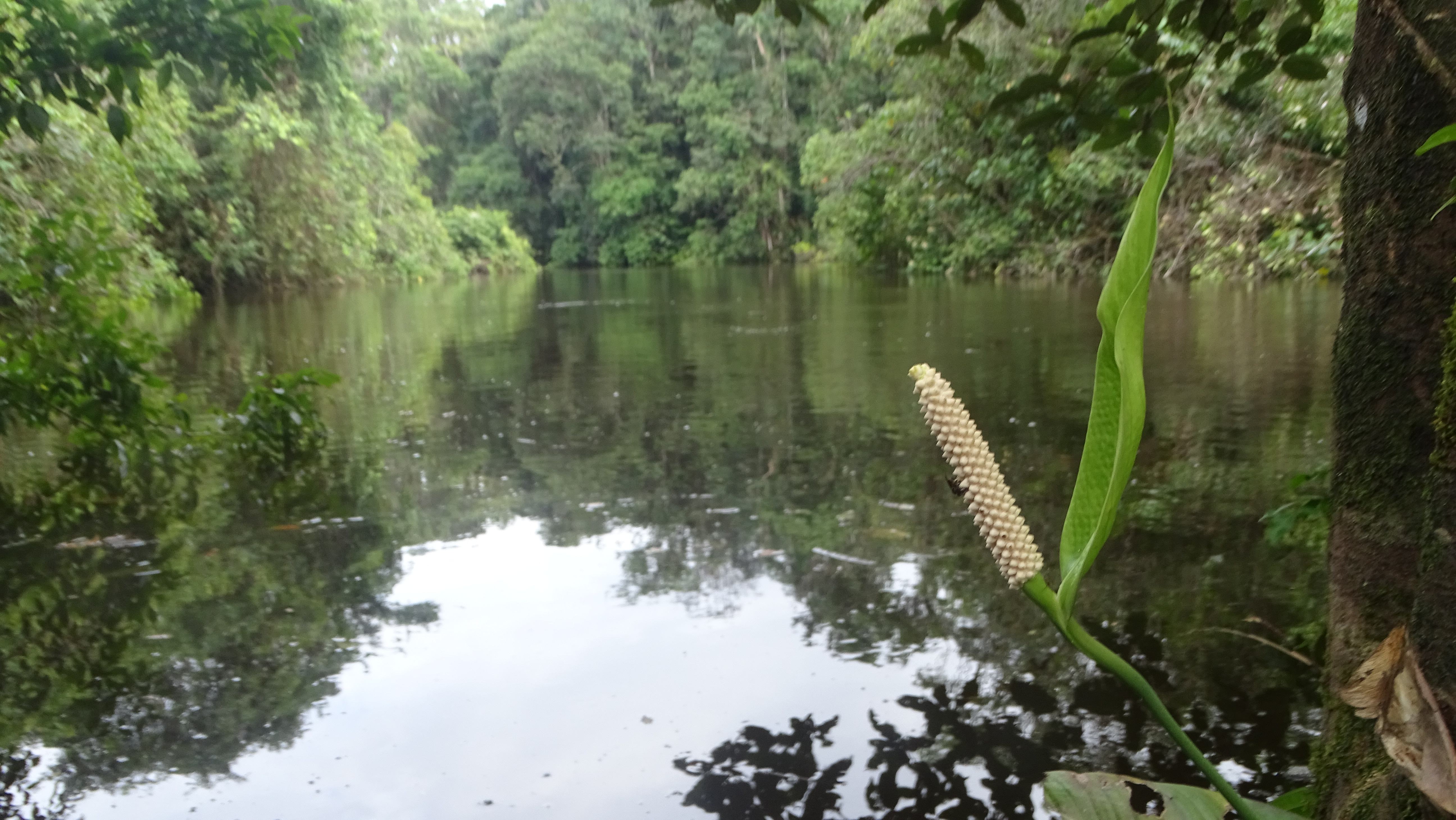
Inflorescence de Spathiphyllum humboldtii
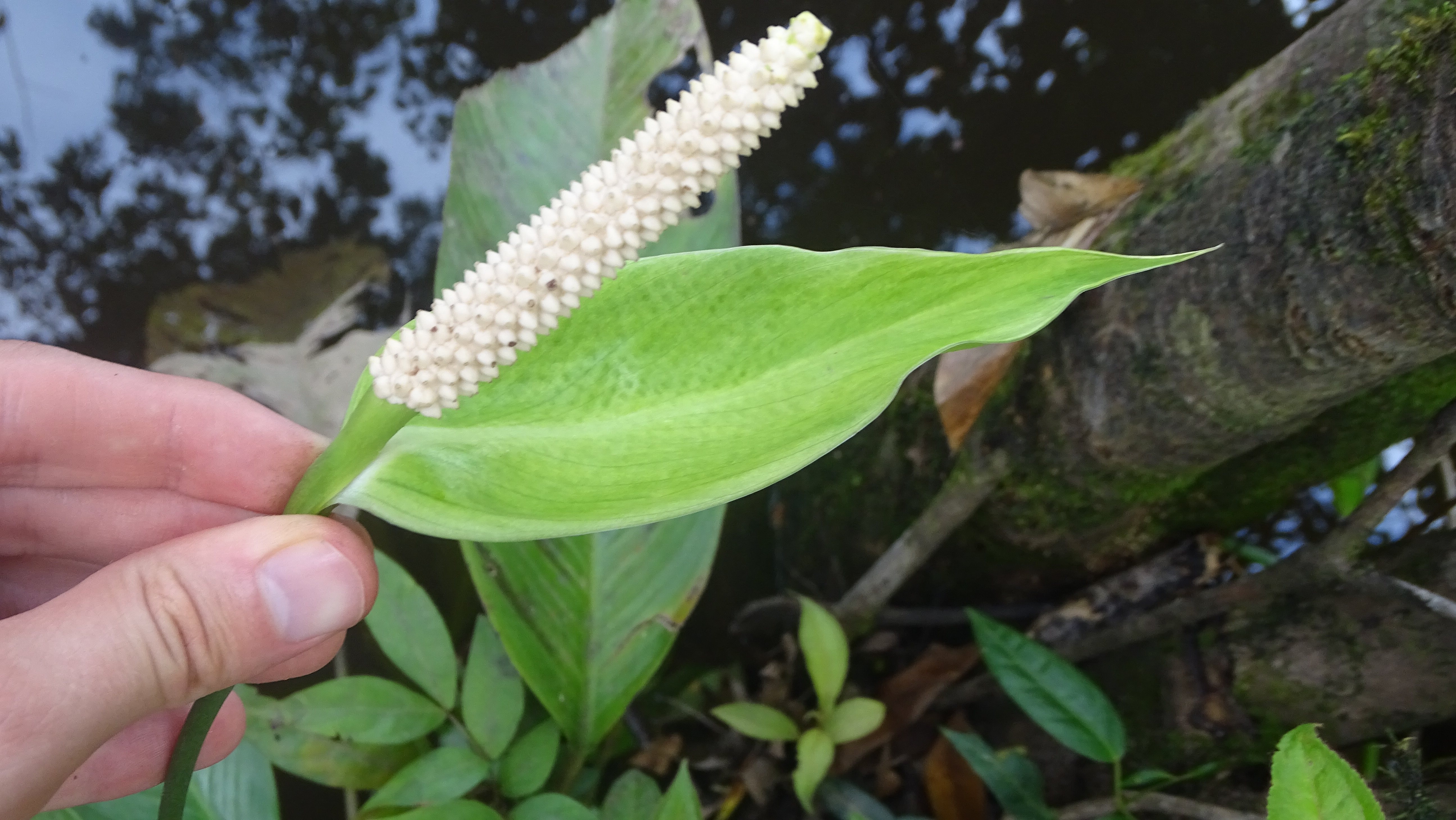
Inflorescence de Spathiphyllum humboldtii
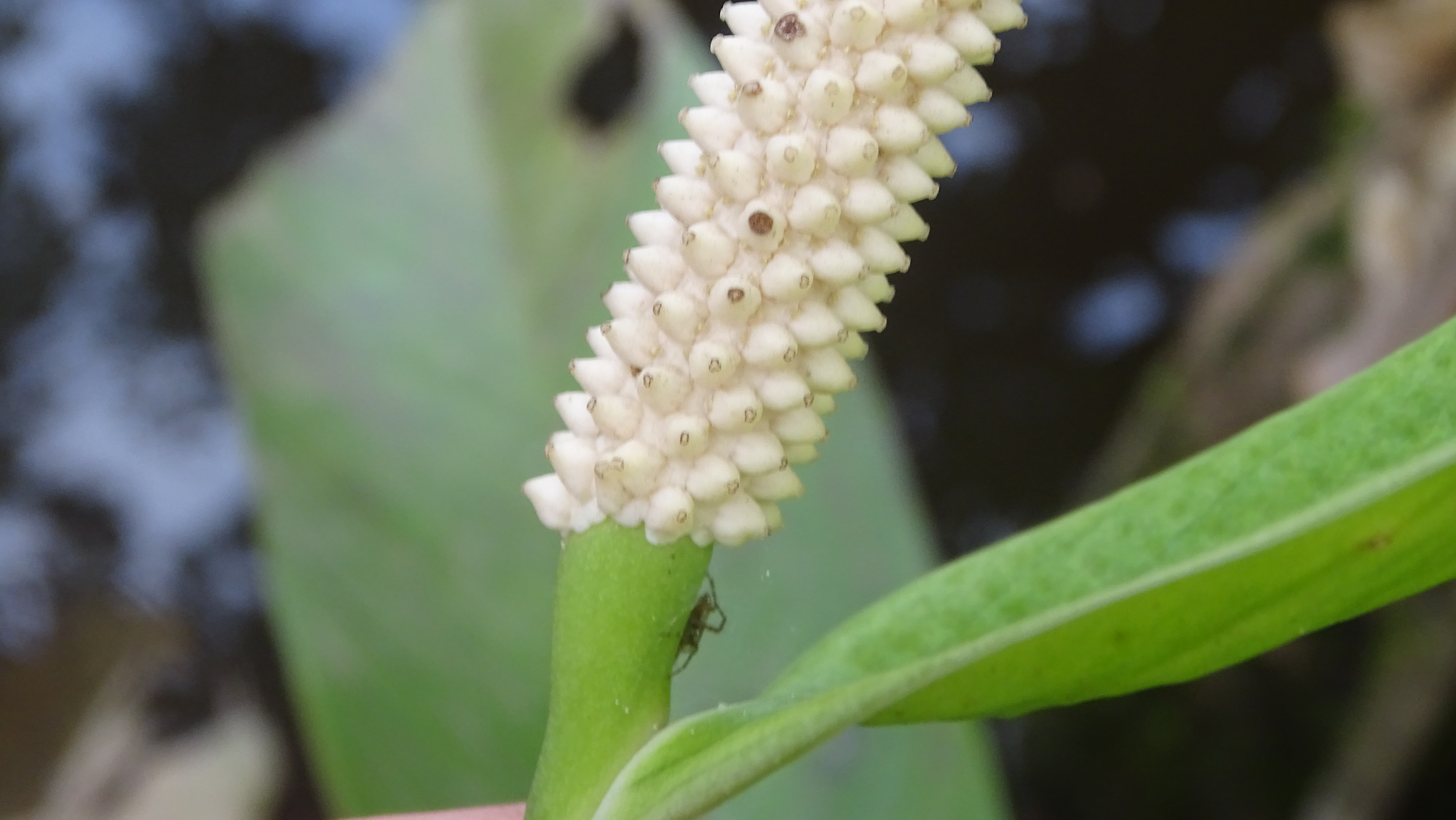
Détail du spadice de Spathiphyllum humboldtii
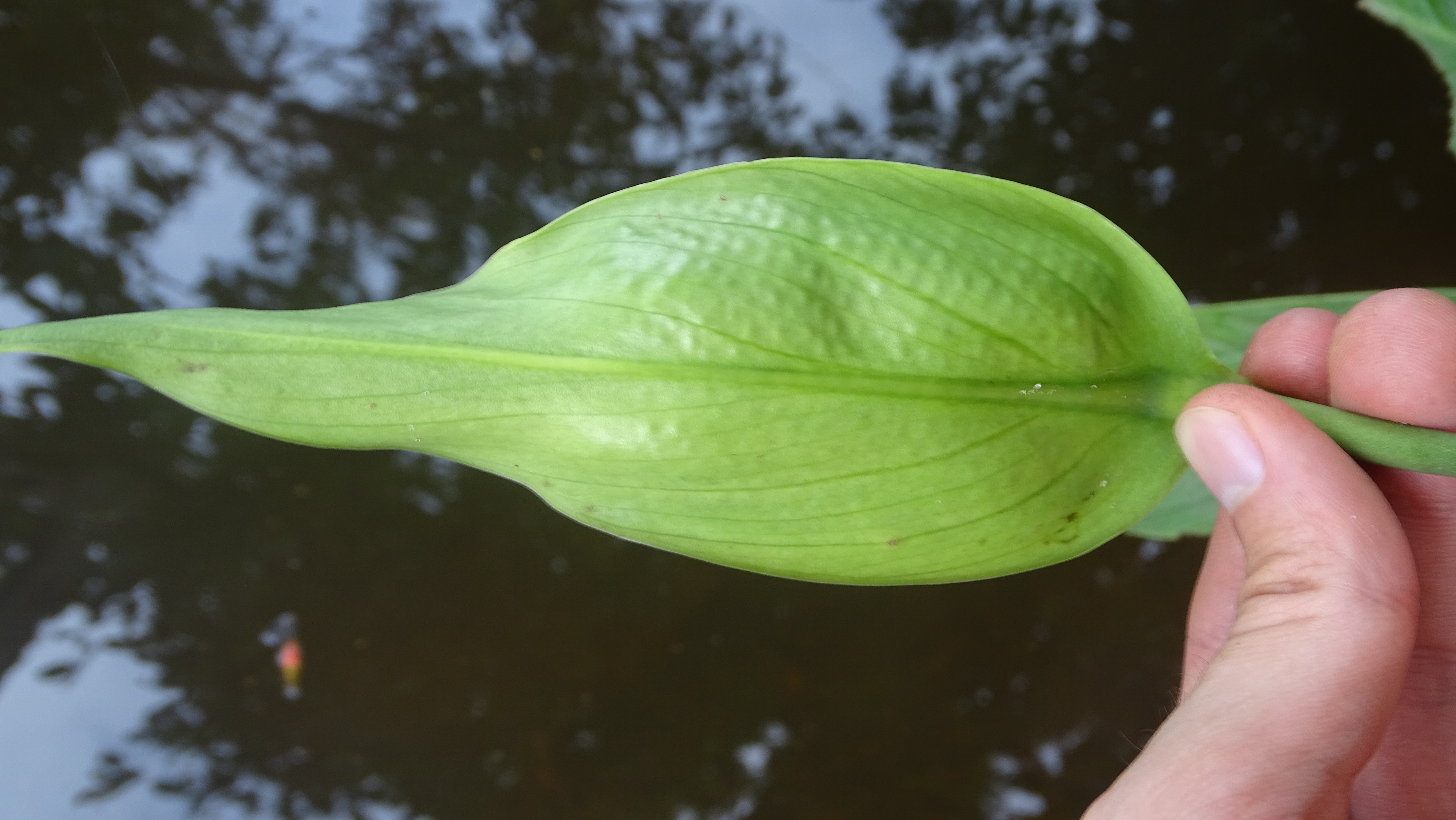
Face inférieure du spathe de Spathiphyllum humboldtii